# 赛义德·本·泰穆尔
赛义德·本·泰穆尔·布赛义迪（阿拉伯语：‎；1910年8月13日—1972年10月19日），赛义德王朝的马斯喀特和阿曼苏丹，于1932年至1970年统治阿曼。

## 生平统治
赛义德于1927年自英属印度阿杰梅尔的马约学院毕业，习得英语及乌尔都语。回到马斯喀特后，赛义德计划前往黎巴嫩贝鲁特进修，但其父苏丹泰穆尔·本·费萨尔担心赛义德受基督教影响，未能成行，而改往巴格达学习阿拉伯文学和历史。1929年，赛义德进入政府，担任大臣会议主席，并和英国人建立了紧密关系。1932年，泰穆尔与日本女子大山清子成婚，决定退位，让位予时年21岁的长子赛义德。赛义德即位之初，国家欠债累累。为赢取经济独立，赛义德自1933年起亲自掌控政府开支，进而控制财政大权，一直持续到其统治结束。赛义德改组内阁，设立内务部和外交部，任命王室成员出任地方长官:283。1940年，其二妻诞下独子卡布斯。
1938年，赛义德应美国总统富兰克林·罗斯福邀请，与其父一同访问美国。二战期间，赛义德允许英国王家空军在阿曼内地建设机场，以保障印度至主战场的补给线。
1951年，马斯喀特和阿曼苏丹国正式脱离英国保护而成为独立国家，但仍保留英国的经济特权，以此稳固其统治。1958年，赛义德将阿曼于南亚俾路支斯坦地区的领地瓜达尔港出售给了巴基斯坦，结束了阿曼作为殖民国家的历史。1963年，阿曼内陆发现石油。阿曼自1967年起开始出售石油，赛义德于同年和阿曼石油公司达成协议，平分石油贸易利润:307，但利润皆流入赛义德王族内部，阿曼在赛义德统治下仍维持着经济拮据、社会封闭、政治保守的状态，传统秩序根基深重:311。
在其统治期间，马斯喀特苏丹和阿曼本部的伊玛目势力的矛盾依然尖锐，后者于1954年和1957年两度发动起事，反抗马斯喀特苏丹名义上的主权，称为绿山战争。赛义德在英国帮助下平定了反叛，因而同支持伊玛目的沙特阿拉伯和埃及交恶。1962年开始，佐法尔省的反抗组织发动了旷日持久的佐法尔叛乱，且得到中华人民共和国、苏联和南也门等共产主义国家支持。1966年，反抗者企图刺杀赛义德未遂，导致赛义德开始推行极为高压的政策。赛义德禁止公众之间有超过15分钟的交谈，同时禁止公众戴太阳镜、踢足球及公开吸烟，甚至将其子卡布斯软禁。1970年7月23日，卡布斯发动宫廷政变，罢黜赛义德，即位为新任苏丹，同年8月改称阿曼苏丹、建立现代阿曼苏丹国，并终于在1976年平定内乱。
赛义德遭罢黜后，被卡布斯流放至英国。赛义德在伦敦多彻斯特酒店度过其人生的最后两年，于1972年逝世。赛义德的遗体葬于伦敦，后被转运至阿曼，改葬于马斯喀特的苏丹陵墓。